# 영웅들의 날개짓
"영웅들의 날개짓"은 1993년에 개봉한 대한민국의 영화이다.

## 캐스팅
- 함성욱
- 김진경
- 남궁원
- 나갑성
- 이창훈
- 문혜미
- 김남일
- 원준
- 장춘원
- 박부양
- 심은영
- 박세범
- 문철재
- 홍충길